# Commetewane
De Commetewane of Comitbwabekreek of Commetuane is een kreek in het district Commewijne in Suriname. De kreek ontspringt met twee adertjes, in de plantages Welbedacht en Nieuwzorg; vervolgens stroomt zij noordwaarts langs de plantages La Solitude; Oosterhuizen; Sinabo en Gelre; Nieuwzorg; Eendracht; Fortuin; Saltzhalen en Lustrijk. Tussen de plantages Hooyland en Slootwijk komt de Commetewane in de Commewijne uit.